# Nils-Magnus Folcke
Nils-Magnus Folcke, född 19 augusti 1891 i Stockholm, död 30 december 1976 i Nacka, var en svensk författare och litteraturkritiker. 

## Biografi
Nils-Magnus Folckes föräldrar var arkitekten Teodor Folcke och Matilda Hedlund. Han avlade studentexamen vid Östersunds högre allmänna läroverk 1912 och studerade därefter vid Uppsala universitet 1912–1914. Han arbetade sedan som tjänsteman i generaltullstyrelsen, men var även journalist. Från 1923 verkade Folcke på heltid som fri författare och litteraturkritiker.
Han debuterade 1913 med den norrländskt influerade diktsamlingen Timmertallar och torrfuror. Folcke gjorde sig kanske mest känd som besjungare
av studentlivet i Uppsala i till exempel diktsamlingen Uppsalavår (1916), och har därför ibland kallats "Gluntens siste ättling". Han var produktiv som skönlitterär författare av prosa, diktsamlingar och skådespel.
Nils-Magnus Folcke är begravd på Norra begravningsplatsen utanför Stockholm.

## Priser och utmärkelser
- 1968 – Ferlinpriset